# التهاب لعق الشفتين الجلدي
التهاب لعق الشفتين الجلدي، نوع من التهاب الجلد حول الشفتين بسبب الأذية الناتجة عن اللعاب نتيجة لعق الشفتين المتكرر ويصنف على أنه نوع فرعي من التهاب الشفة التماسي المهيج. يؤدي التقشر والاحمرار والتشقق والتجلب إلى ظهور حلقة محددة الحواف جيدًا حول الشفتين. قد يمتد الطفح الجلدي أقصى ما يصل إليه اللسان ولا يحدث في زوايا الفم عادةً. يظهر عادة خلال أشهر الشتاء ولكن قد يعاني منه البعض على مدار السنة إذا كان لعق الشفتين عادة مزمنة.
يختلف التهاب لعق الشفتين الجلدي عن التهاب الجلد حول الفم، والذي يعف عن حواف الشفتين. يُظهر التهاب الجلد التماسي التحسسي علامات وأعراضًا مشابهة يمكن تمييزها عن التهاب لعق الشفتين الجلدي من خلال اختبار الرقعة لحساسية الجلد.
يُعالج المرض بالمرطبات البسيطة والمطريات وأحيانًا الستيروئيدات الموضعية، في حين يتفاقم التهاب الجلد حول الفم عند استخدام الستيروئيدات الموضعية. من المهم تحديد سبب الالتهاب، سواء كان لعق الشفتين أو سببًا أكثر تعقيدًا، من أجل علاج الأعراض وتخفيفها بنجاح. يُصاب الأطفال بتواتر أكبر من البالغين، وفي بعض الأحيان يجب اتباع مناهج خاصة إذا كان هناك جانب نفسي لسلوك لعق الشفتين.

## التصنيف
ينتج التهاب لعق الشفتين الجلدي، وهو نوع فرعي من التهاب الشفة التماسي المهيج، عن عامل خارجي وليس عامل داخلي. يمكن تقسيم التهاب الشفة التماسي المهيج إلى أنواع مختلفة، لذلك يعتبر مصطلحًا شاملًا وعادة ما تظهر الحاجة إلى مزيد من التقييمات لتصنيف المرض العرضي تصنيفًا صحيحًا. قد يكون لالتهاب الشفتين العديد من الأسباب والأنواع الفرعية، لذلك يصعب وضع تصنيف وإجراء تشخيصي معياريين. نظرًا لأن طيف هذا المرض واسع جدًا، فمن الأفضل أيضًا اتباع نهج متعددة التخصصات لاستبعاد احتمال الإصابة بأمراض أخرى قد تشابه في تظاهراتها التهاب الشفة التماسي المهيج. تكون النتائج متكررة عادة ولكنها تفتقر في بعض الأحيان إلى المظاهر السريرية.
قد يؤدي التهاب الشفة التماسي المهيج أيضًا إلى التهاب الجلد الأكزيمائي حول الفم بقدر ما يصل اللسان.
يعد التهاب الشفة التماسي المهيج نوعًا فرعيًا من التهاب الجلد التماسي. يتضمن التهاب الجلد التماسي العديد من الأنواع الفرعية المختلفة التي تسببها مهيجات أو حالات تعرض مختلفة ولكل منها آليات مناعية مختلفة. نظرًا لأن طيف التهاب الجلد التماسي واسع جدًا، يمكن أن تظهر أنواع فرعية مختلفة في وقت واحد ويمكن أن تتداخل الأعراض. من الأفضل استخدام اختبارات وتقييمات محددة مثل اختبار الرقعة واختبارات الحساسية لتحديد المهيج المسبب لالتهاب الجلد التماسي.

## العلامات والأعراض
يعتبر الاحمرار المتوزع حول الشفتين مع الجفاف والقشور أمرًا نموذجيًا. قد يحدث التشقق أيضًا، خاصة في الطقس البارد. إذا تفاقمت الأعراض بسبب اللعق المستمر، يمكن أن يحدث تشقق في الشفة السفلية عادةً.
قد تكون ملاحظة السلوك المعتاد للشخص أيضًا علامة وعرض لالتهاب لعق الشفتين الجلدي. إذا أبلغ الشخص أو مقدم الرعاية عن تكرار لعق الشفتين أو مصهما، فقد يدعم ذلك تشخيص التهاب لعق الشفتين الجلدي.